# Fonzaleche
Fonzaleche é um município da Espanha 
na província e comunidade autónoma de La Rioja, de área 17 km² com população de 158 habitantes (2007) e densidade populacional de 9,60 hab/km².

## Demografia
| Variação demográfica do município entre 1991 e 2004 | Variação demográfica do município entre 1991 e 2004 | Variação demográfica do município entre 1991 e 2004 | Variação demográfica do município entre 1991 e 2004 |
| --------------------------------------------------- | --------------------------------------------------- | --------------------------------------------------- | --------------------------------------------------- |
| 1991                                                | 1996                                                | 2001                                                | 2004                                                |
| 201                                                 | 175                                                 | 157                                                 | 164                                                 |